# 內氏望遠鏡

簡單的內氏望遠鏡。

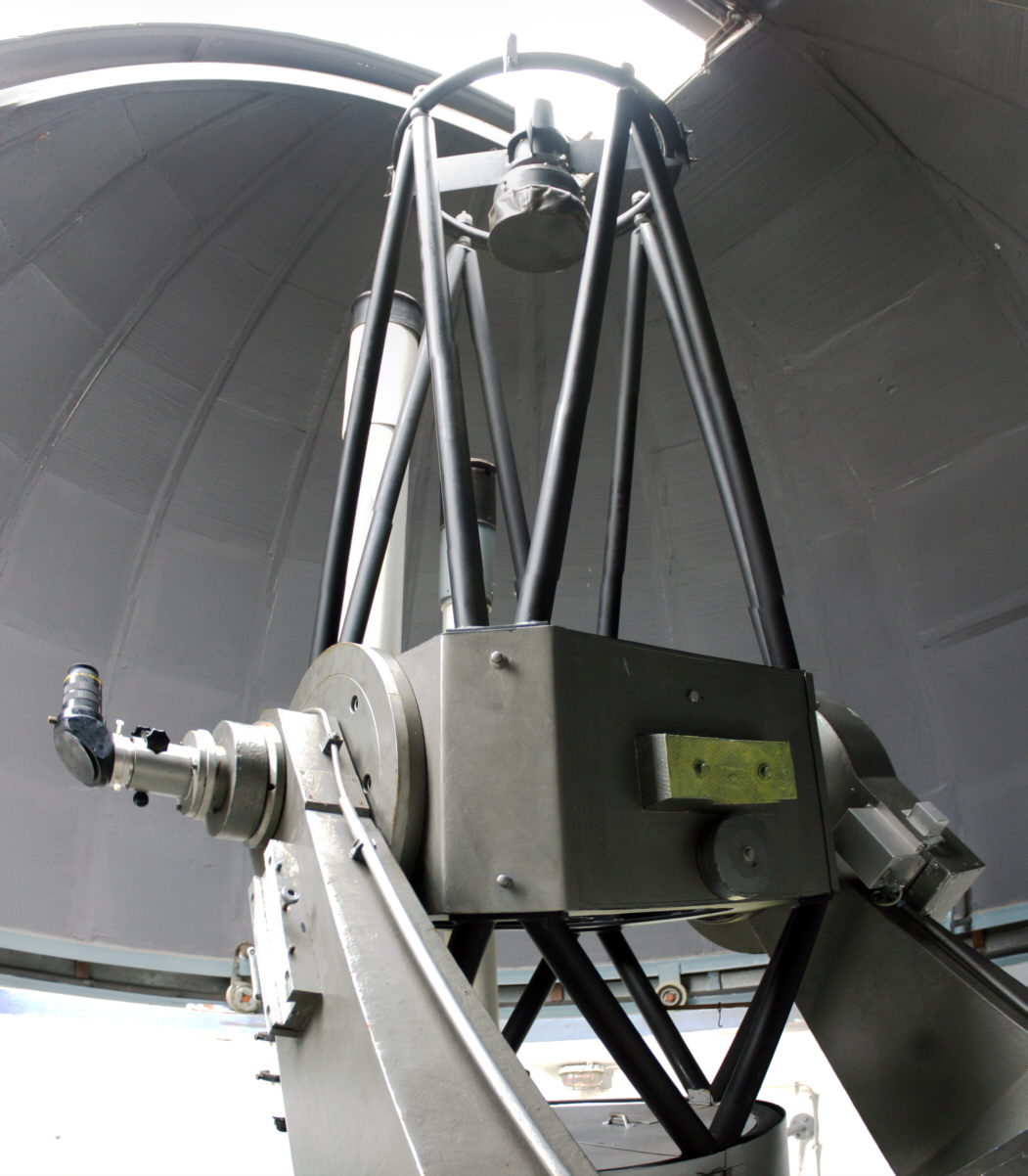
在德國埃森的沃特斯-赫曼天文台的56公分內氏-卡塞格林望遠鏡。

內氏望遠鏡，也稱為內氏-卡塞格林，是由詹姆斯·内史密斯開發的反射望遠鏡，它是安裝在經緯儀架台上，一種改良的卡塞格林望遠鏡。

## 設計
如同卡塞格林望遠鏡，光線落在凹面的主鏡，然後進入凸面的次鏡。但是在主鏡上沒有洞孔，取而代之的是一小片的平面鏡將光線反射至望遠鏡的一側。這個平面鏡安置在高度軸上，所以光線會經由高度軸承中間的孔離開。這意味著目鏡或儀器不需要隨著望遠鏡上下的移動；因此即使使用沉重的儀器也不需要重新調整望遠鏡的平衡或增加高度軸承的負擔。這距有明顯的優勢，光譜學與其它沉重的儀器設備，都可以用在研究的天文台上。現在許多用於研究的望遠鏡都改成了內氏望遠鏡 (這是說可以使用"內氏焦點")。

## 天文台
西班牙的內華達山脈天文台 (OSN) 有兩架內氏望遠鏡，包括一架口徑1.5米的。

## 外部連結
- Nasmyth Telescope, Murdin, P., Encyclopedia of Astronomy and Astrophysics （页面存档备份，存于）